# Păltiniș (Caraș-Severin)
Păltiniș, in passato Valea Boului, è un comune della Romania di 2561 abitanti, ubicato nel distretto di Caraș-Severin, nella regione storica del Banato.
Il comune è formato dall'unione di 5 villaggi: Cornuțel, Delinești, Ohăbița, Păltiniș, Rugi.